# Tarō Okamoto
Tarō Okamoto (岡本太郎 Okamoto Tarō?) (26 de febrero de 1911—7 de enero de 1996) fue un artista japonés conocido por sus pinturas y esculturas abstractas y de vanguardia.
Estudió en la Universidad de La Sorbona, hoy Panthéon-Sorbonne en los años 30, y realizó muchas obras después de la Segunda Guerra Mundial. Fue un escritor y artista prolífico hasta su muerte, ejerciendo una fuerte influencia en la sociedad japonesa.
Estuvo muy interesado en el misterio y lo oculto durante su estancia en París, donde permaneció durante una década. Estudió etnología con el profesor Marcel Mauss (1872-1950) en la universidad, centrándose en las tribus de la zona de Oceanía. Okamoto también estuvo en el Collège de Sociologie Sacré de Georges Bataille (1897-1962), y participó en algunos ritos llevados a cabo en el bosque de Saint-Germain en los alrededores de París, como miembro de Acephale, una sociedad secreta de carácter espiritual.
Entre los artistas con los que se relacionó en esa época en París estuvieron André Breton (1896-1966), una figura líder del surrealismo, aficionado del ocultismo, Kurt Seligmann (1900-1962), artista, que tenía contacto con Ippei y Kanoko Okamoto, los padres de Tarō.
En 1964, Tarō Okamoto publicó un libro titulado "Shinpi Nihon" (Misterios de Japón). Su interés por los misterios japoneses vino por la observación de objetos Jōmon en el Museo Nacional de Tokio. Okamoto viajó, a raíz de esto, por todo el país buscando lo que él veía como el misterioso subyacente en la cultura japonesa, y después publicó "Nihon Sai-hakken－Geijutsu Fudoki" (Redescubriendo el Arte de la Topografía de Japón).
Una de sus obras más famosas, la Torre del Sol, se convirtió en el símbolo de la Expo '70 de Suita, Osaka, 1970. Esta muestra el pasado (parte inferior), el presente (parte media), y el futuro (la cara) del género humano. Sigue en el centro Expo Memorial Park.
En los años 1970 el empresario Manuel Suárez y Suárez invita al artista a decorar lo que sería el vestíbulo del Hotel de México. Taro Okamoto pintaría en el su mural Asu no Shinwa (Mito del mañana) que muestra los horrores de la bomba atómica en Hiroshima. Esta obra fue comparada con el Guernica de Picasso. El hotel nunca se construyó y el mural anduvo perdido, hasta que casualmente fue encontrado en el 2008 en una escombrera en Ciudad de México, fue restaurado y actualmente se encuentra en la estación de metro tokiota de Shibuya, artistas como Akashi Murakami participaron en su reconstrucción.
La ciudad de Kawasaki, su lugar de nacimiento, construyó un museo sobre él en Tama-ku, al noroeste de la ciudad.
Su casa-estudio en el barrio Aoyama de Tokio está abierta al público.

## Curiosidades
En el manga de Masashi Kishimoto, Naruto, uno de los enemigos, Deidara, que realiza figuras con arcilla explosiva, está inspirado en Tarō Okamoto. Su frase más repetida, El arte es una explosión (芸術は爆発だ Geijutsu wa Bakuhatsu da?), fue popularizada por Tarō en 1981. Su obra de arte definitiva, que acaba igualmente explotando, tiene la forma de la Torre del Sol.